# Johannes Frobenius
Johannes Frobenius (Hammelburg, kb. 1460 – Bázel, 1527. október 27.) bázeli kiadó és nyomdász, a Frobenius-nyomda megalapítója.

## Élete és munkássága

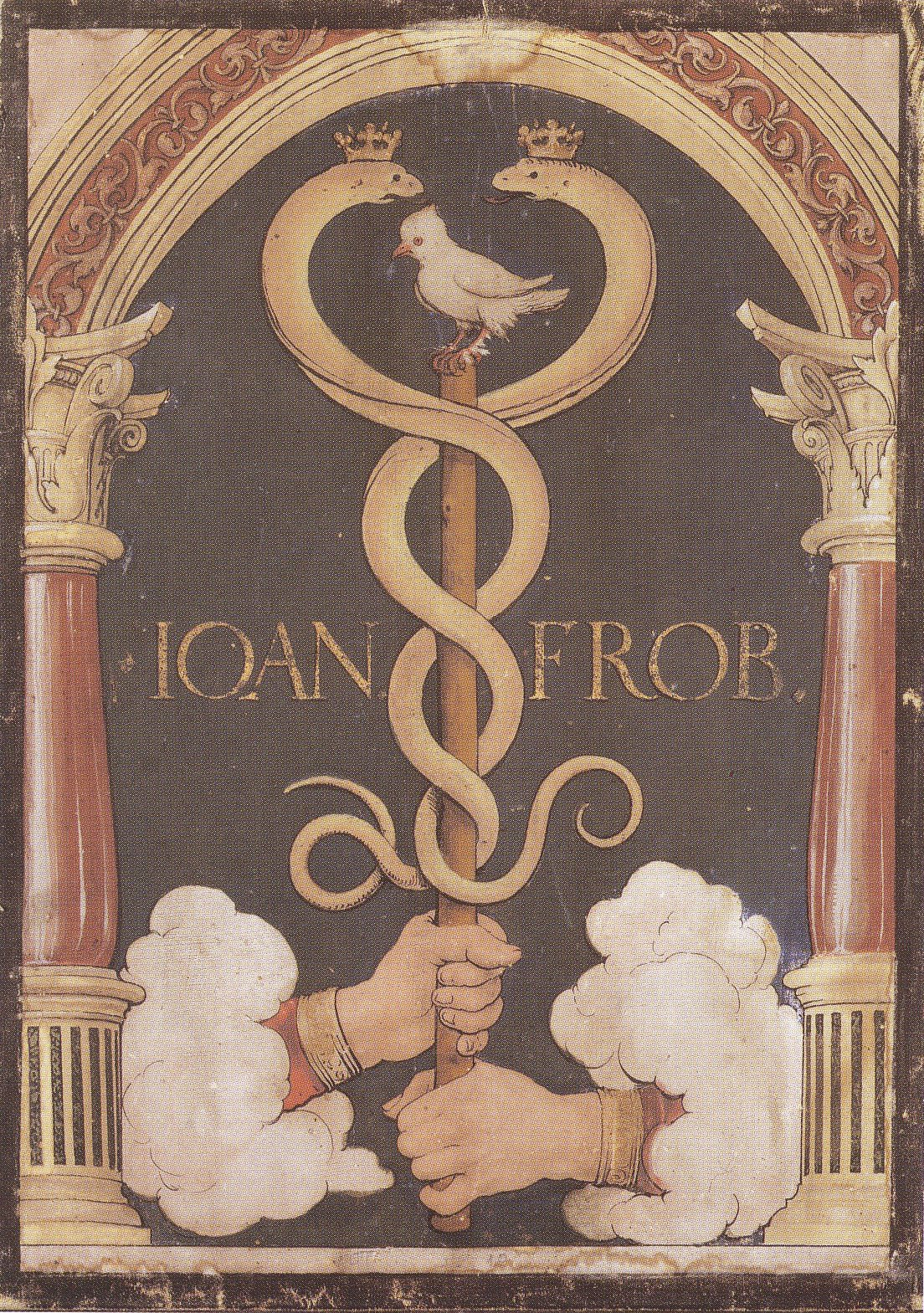
Johannes Frobenius ifjabb Hans Holbein által készített nyomdászjelvénye

Johannes Frobenius a bázeli egyetemen végezte tanulmányait. Johann Amerbachhal (1444-1513), akivel az egyetemen ismerkedett meg és Johannes Petrivel (1441-1511) később együtt folytatták nyomdásztevékenységüket az 1491-ben alapított Frobenius-nyomdában. Johannes Frobenius olyan neves személyiségeket alkalmazott nyomdájában, mint Rotterdami Erasmus (1465-1536), a kor kiemelkedő humanistája és ifjabb Hans Holbein (1497-1543), kiváló német festő és könyvillusztrátor, aki számos kiadványukat illusztrációval látta el és sok könyv címlapját rajzolta. A nyomdász-vállalat virágkora az 1514. évvel kezdődött, amikor  Frobenius jóbarátja, Erasmus Bázelbe költözött, és lakását a Frobenius-házban rendezte be. Itt lakott rövid megszakításokkal egészen haláláig.
Johannes Frobenius első feleségéről csupán annyit tudunk, hogy közös fiuk Hieronymus, aki apja halála után továbbviszi a nyomdát. Második felesége Gertrud Lachner, Wolfgang Lachner könyvkereskedőnek a lánya.
Hieronymus Frobenius 1501. augusztus 6-án született Bázelben, 1524-ben elvette feleségül mostohaanyja, Gertrud Lachner testvérét, Anna Lachnert. Hieronymus sógorával, Nicolaus Episcopiussal dolgozott együtt.
1563. március 13-án bekövetkezett halála után fiai, Aurelius és Ambrosius viszik tovább a vállalkozást.

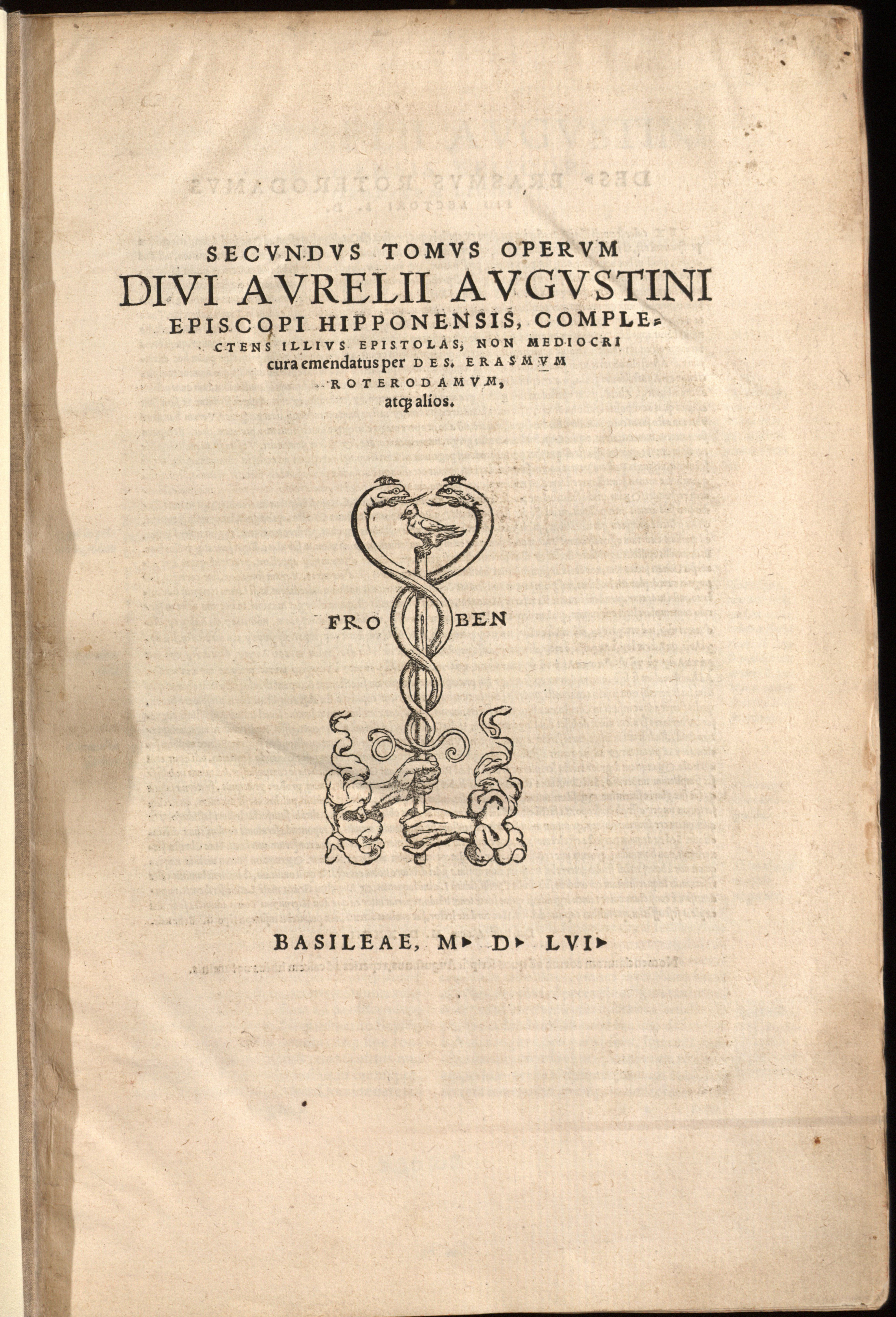
Johannes Frobenius nyomdászjelvénye egy Augustinus-címlapon

## Fontosabb kiadványai
Körülbelül 250 Frobenius-kiadványról tudunk, melyek közül a legjelentősebbek például az egyházatyák közül Szent Jeromos, Cyprianus, Tertullianus, a Poitiers-i Szent Hilár munkái; Erasmus latin nyelvű Új Testamentum-fordítása 1516-ból; a nyomda alapításának évében (1491) kiadott első nyomtatvány, egy latin Biblia; a római történész, Velleius Paterculus 1520-ban kiadott munkái vagy Rotterdami Erasmus példabeszédei 1526-ból.